# Episodi di The Magicians (prima stagione)
La prima stagione della serie televisiva The Magicians, composta da 13 episodi, è stata trasmessa negli Stati Uniti dalla rete via cavo Syfy dal 16 dicembre 2015 all'11 aprile 2016.
In Italia, la stagione è stata resa disponibile il 20 dicembre 2016 dal servizio on demand TIMvision.
| nº | Titolo originale                      | Titolo italiano                       | Prima TV USA     | Prima TV Italia  |
| -- | ------------------------------------- | ------------------------------------- | ---------------- | ---------------- |
| 1  | Unauthorized Magic                    | Magia non autorizzata                 | 16 dicembre 2015 | 20 dicembre 2016 |
| 2  | The Source of Magic                   | L'origine della magia                 | 25 gennaio 2016  | 20 dicembre 2016 |
| 3  | Consequences of Advanced Spellcasting | Le conseguenze della magia avanzata   | 1º febbraio 2016 | 20 dicembre 2016 |
| 4  | The World in the Walls                | Il mondo dietro dei muri              | 8 febbraio 2016  | 20 dicembre 2016 |
| 5  | Mendings, Major and Minor             | Riparazioni, grandi e piccole         | 15 febbraio 2016 | 20 dicembre 2016 |
| 6  | Impractical Applications              | Non esistono mezze misure             | 22 febbraio 2016 | 20 dicembre 2016 |
| 7  | The Mayakovsky Circumstances          | Le circostanze di Mayakovsky          | 29 febbraio 2016 | 20 dicembre 2016 |
| 8  | The Strangled Heart                   | Cuore strangolato                     | 7 marzo 2016     | 20 dicembre 2016 |
| 9  | The Writing Room                      | La sala di scrittura                  | 14 marzo 2016    | 20 dicembre 2016 |
| 10 | Homecoming                            | Ritorno a casa                        | 21 marzo 2016    | 20 dicembre 2016 |
| 11 | Remedial Battle Magic                 | Incantesimo da combattimento curativo | 28 marzo 2016    | 20 dicembre 2016 |
| 12 | Thirty-Nine Graves                    | 39 tombe                              | 4 aprile 2016    | 20 dicembre 2016 |
| 13 | Have You Brought Me Little Cakes      | Mi avete portato i dolcetti?          | 11 aprile 2016   | 20 dicembre 2016 |

## Magia non autorizzata
- Titolo originale: Unauthorized Magic
- Diretto da: Mike Cahill
- Scritto da: Sera Gamble e John McNamara

### Trama
Quentin e Julia dopo il mancato colloquio del ragazzo a causa della morte dell'esaminatore, vengono catapultati nel college magico "Brakebills". Entrambi sostengono il test per entrare, ma mentre Quentin viene accettato e fa la conoscenza del suo compagno di stanza Penny, di Alice (la più brava della classe e proveniente da una rinomata stirpe di maghi), del suo mentore Eliot e della sua amica Margo, Julia fallisce l'esame. Per evitare di dimenticare gli avvenimenti delle ultime e ore e il fatto che la magia esista, la ragazza si ferisce per creare una protezione dall'incantesimo.
Ella rifiuta di accettare il fatto che non può frequentare il Brakebills, viene contattata da Pete, un mago al di fuori del College che si offre per diventare suo maestro. In uno dei suoi sogni su "Fillory and Further", una saga fantasy, Quentin incontra Janet, una delle protagoniste che lo mette in guardia dalla Bestia e lo lascia con un marchio impresso a fuoco sulla mano. Quel simbolo viene riconosciuto da Alice come un sigillo magico che potrebbe aiutarla a scoprire com'è morto il fratello. Quindi insieme a Quentin, Penny e un'altra loro compagna, la ribelle Kady, provano a contattare il fratello morto di Alice, Charlie. I quattro richiamano invece la Bestia che fa la sua comparsa nella scuola il giorno successivo, pietrificando i ragazzi e attaccando sia l'insegnante che il decano.

## L'origine della magia
- Titolo originale: The Source of Magic
- Diretto da: Mike Cahill
- Scritto da: Sera Gamble e John McNamara

### Trama
La professoressa Pearl investiga sull'incidente della Bestia e interroga Alice, Quentin, Kady e Penny. Penny fa ricadere tutte le colpe su Quentin che viene espulso. Pete sottopone Julia e un'altra aspirante, Marina, a una prova per valutare le loro capacità, ma in realtà è proprio Marina la strega a capo. Eliza, la specialista chiamata a far dimenticare i ricordi di Quentin intercede perché venga concessa una seconda possibilità a Quentin.
Kady lavora segretamente per Marina.

## Le conseguenze della magia avanzata
- Titolo originale: Consequences of Advanced Spellcasting
- Diretto da: Scott Smith
- Scritto da: Henry Alonso Myers

### Trama
Quentin e Alice scoprono che il fratello di lei, Charlie, è stato consumato dalla magia e diventato un Niffin cinque anni prima. Alice vorrebbe provare a salvarlo, ma quando lei e Quentin riescono a trovarlo, si rende conto che ormai non è più lui, ed è pericoloso, così Quentin lo intrappola in una scatola magica. Devastata per quanto successo al fratello, Alice lascia Brakebills. Julia ha problemi nel conciliare l'apprendimento della magia con la sua vita di sempre. Eliot è alla ricerca del libro rubato da Kady insieme a Quentin, così i due giungono assieme fino alla sede delle Streghe Marginali di Marina, dove Quentin incontra Julia e hanno una discussione. Penny, dopo essere stato assegnato erroneamente alle discipline psichiche, scopre di essere un "Viaggiatore", ovvero di poter viaggiare tra diversi mondi.

## Il mondo dietro dei muri
- Titolo originale: The World in the Wall
- Diretto da: James L. Conway
- Scritto da: John McNamara

### Trama
Quentin si sveglia nell'ospedale psichiatrico dove venne ricoverato nel primo episodio, dove i suoi ricordi di Brakebills e della magia vengono considerate come deliri. Viene rivelato che Julia e Marina hanno creato l'elaborata allucinazione di Quentin e che il solo modo per farlo uscire è invocare un "Demon Bug". Il decano Fogg diminuisce l'incantesimo di sicurezza della Brakebills, permettendo a Marina e a Julia di accedervi, dove loro rubano i ricordi di Marina dei suoi anni al College prima che venisse espulsa. Quentin, con l'aiuto di Penny e delle visioni di Jane Chatwin, riesce a scappare dall'allucinazione. Marina dopo essersi appropriata dei suoi ricordi caccia Julia dal Rifugio delle Streghe perché Julia aveva cercato di aiutare il decano Fogg a salvare Quentin.

## Riparazioni, grandi e piccole
- Titolo originale: Mendings, Major and Minor
- Diretto da: Bill Eagles
- Scritto da: David Reed

### Trama
Quentin è in visita a casa e scopre che è stato diagnosticato un cancro al cervello a suo padre. Egli non riesce ad accettare che la magia non può salvare suo padre e rivela al padre della magia. Dopo essere stata cacciata da Marina, Julia cerca di trovare altri Rifugi di streghe marginali a New York con l'aiuto di Pete, ma nessun altro nelle vicinanze è all'altezza delle sue conoscenze. Marina cancella a James i ricordi di Julia per evitare che lei gli racconti della magia. Alice ritorna a Brakebills ed Eliot e Margo provano ad usare le sue connessioni per trovare un mentore. Penny si esercita con la Proiezione Astrale e scopre che una donna, Victoria, è prigioniera della Bestia; mostra agli altri lo stemma della Cresta sulla porta e Quentin ritiene che egli sia stato a Fillory.

## Non esistono mezze misure
- Titolo originale: Impractical Applications
- Diretto da: John Stuart Scott
- Scritto da: Leah Fong

### Trama
I ragazzi del primo anno sono alle prese con una serie di sfide, le Prove, organizzate dai ragazzi del terzo anno. Durante lo svolgimento delle Prove, Quentin e Penny si riconciliano, Alice e Quentin condividono alcuni segreti e Kady confessa a Penny di averlo usato per rubare a Brakebills. Al superamento dell'ultima prova essi vengono trasformati in oche. Intanto, in attesa di rubare gli incantesimi di Marina, Julia si unisce a una Strega Marginale più anziana che conosce Marina. Si scopre che la Strega, Hannah, è la madre di Kady e muore nel tentativo di rubare l'archivio degli incantesimi dal Rifugio di Marina. Kady ha lavorato per Marina nel pagamento di un debito legato alla madre.

## Le circostanze di Mayakovsky
- Titolo originale: The Mayakovsky Circumstance
- Diretto da: Guy Norman Bee
- Scritto da: Mike Moore, John McNamara

### Trama
Sotto forma di volatili Quentin e i suoi compagni volano in Antartide per studiare con il professor Mayakovsky, che li sottopone a varie prove. Eliot e Margo si preparano alla volta di un soggiorno a Ibiza, e con l'aiuto degli appena conosciuti Todd e Mike, intendono realizzare un Gin Magico come regalo per gli organizzatori del party annuale. Todd aiuta Margo con il progetto, ma scoprono che l'incantesimo evocato in realtà serve per ottenere un Djinn, un genio. La sorella di Julia torna in città per portarla via dalla stazione di polizia e insiste nell'aiutare Julia per evitare che loro madre venga a conoscenza di quanto successo. Mayakovsky spinge Alice e Quentin in una relazione. Eliot decide di non partire per stare con Mike e quindi Todd va al suo posto con Margo. Egli inoltre dice a Kady che sua madre è morta e che è meglio per lei non tornare a Brakebills, poiché anche loro sanno della madre e solo così potrà salvare Penny. In seguito le viene sottratto il ricordo del suo tempo a scuola.

## Cuore strangolato
- Titolo originale: The Strangled Heart
- Diretto da: Jan Eliasberg
- Scritto da: David Reed

### Trama
Eliot e Mike diventano più intimi, mentre Quentin e Alice spendono del tempo da soli per valutare i loro sentimenti reciproci.

## La sala di scrittura
- Titolo originale: The Writing Room
- Diretto da: James L. Conway
- Scritto da: Sera Gamble

### Trama
Quentin scopre che Penny ha distrutto il manoscritto datogli da Eliza nel primo episodio.
Penny racconta che è il libro su Fillory scritto da Jane Chatwin e non da Christofer Plover, in cui Jane ha voluto chiarire le discrepanze.
Quentin, Penny, Alice e Eliot viaggiano nella proprietà di Plover per cercare il bottone che secondo Jane nel libro è la chiave della porta per Fillory.
Essi trovano che la magione è infestata dai fantasmi dei bambini della governante, drogati e uccisi dalla sorella di Plover per evitare che disturbassero il lavoro dello scrittore. Quentin scopre che Plover aveva studiato la magia da autodidatta e che molestava Martin Chatwin. Plover scomparve invece che morire, portando Quentin a credere che lui sia la Bestia. In seguito trovano il bottone con i corpi dei bambini. Intanto Julia aiuta Richard a entrare nella mente di una donna muta paralizzata.

## Ritorno a casa
- Titolo originale: Homecoming
- Diretto da: Joshua Butler
- Scritto da: Henry Alonso Myers

### Trama
Penny è intrappolato a Neppuria, lo spazio tra altri mondi.
Contatta Quentin e scopre che mentre sono passate solo sei ore per lui, sono trascorse sei settimane sulla Terra.
Per aiutare Penny, Alice e Quentin vanno a casa dei genitori di lei per chiedere una mano a un amico di famiglia, anch'egli Viaggiatore.
Penny incontra una custode della biblioteca di Neppuria che gli dà informazioni su come combattere la Bestia. Quentin e Alice devono risolvere alcuni problemi di coppia per lanciare un incantesimo "faro" che potrà aiutare Penny a trovare sulla Terra. Eliot e Margo scoprono che l'ex ragazzo di lei ha costruito una Golem vivente a sua immagine. Julia ospita altri maghi che conosce grazie a Richard, tra cui Kady. Julia e Kady imparano insieme alcuni incantesimi prima di riunirsi ai loro amici per un progetto, e in seguito Richard spiega che stanno cercando di invocare un dio per fornire loro potere magico sufficiente a riscrivere il passato.

## Incantesimo da combattimento curativo
- Titolo originale: Remedial Battle Magic
- Diretto da: Amanda Tapping
- Scritto da: Leah Fong

### Trama
Quentin, Alice, Penny, Eliot e Margo usano la magia probabilistica per determinare la loro scelta migliore per uccidere la Bestia e sopravvivere; la loro unica opzione che non implichi la morte di ciascuno di loro è di andare fino a Fillory e uccidere la Bestia.
A causa dei vincoli temporali, si preparano ad apprendere la pericolosa magia da battaglia usata dalle Streghe Marginali. La Bestia fa impazzire Penny e altri viaggiatori, portando alcuni di essi a togliersi la vita, incluso Stanley, il mentore di Penny.
Penny usa alcune medicine per cercare di bloccare la voce della Bestia, portandolo in overdose.
La professoressa Pearl Sunderland lo aiuta a far tacere le voci.
L'uso degli incantesimi da battaglia lascia Quentin, Eliot e Margo emozionalmente molto disorientati. Quentin ha un rapporto sessuale con Margo ed Eliot e quando si sveglia trova Alice ai piedi del letto. Kady e Julia cercano indizi per evocare un dio e qualcuno fa visita a Julia nei suoi sogni.

## 39 tombe
- Titolo originale: Thirty-Nine Graves
- Diretto da: Guy Norman Bee
- Scritto da: Leah Fong & Henry Alonso Myers

### Trama
Alice e Quentin discutono a seguito del tradimento di lui, i due si lasciano, e lei va a letto con Penny per vendetta. Quentin, Alice, Penny, Eliot e Margo vanno a Neppuria, dove si trovano in un'imboscata e Quentin torna indietro sulla Terra. Gli altri si nascondono nella biblioteca di Neppuria, fino a che Eliot brucia un libro facendoli bandire. Essi trovano Josh Hoberman, uno degli studenti della classe scomparsa da Brakebills. Due anni prima, lui e una sua compagna di corso, una Viaggiatrice di nome Victoria, avevano portato la classe a Fillory. Intanto sulla Terra, Quentin parla con il decano Fogg, il quale rivela che Eliza è Jane Chatwin. Lei aveva usato un orologio incantato, regalatole da un dio di nome Ember, per creare un loop temporale così da aver modo di provare diversi metodi per uccidere la Bestia.
Dopo 39 fallimenti, in cui Quentin muore sempre, lei aveva cambiato le circostanze iniziali facendo rifiutare Julia dalla Breakbills in modo che ella imparasse la magia da sola. Quentin si riconcilia con Julia e le dice la verità. Insieme, trovano il modo per accedere a Fillory viaggiando indietro nel tempo fino al 1942 e seguendo la giovane Jane Chatwin attraverso il portale per Fillory.

## 'Mi avete portato i dolcetti?
- Titolo originale: Have You Brought Me Little Cakes
- Diretto da: Scott Smith
- Scritto da: Sera Gamble, John McNamara e David Reed

### Trama
Viaggiando verso Fillory, Julia e Quentin scoprono che sono stati seguiti da Martin Chatwin, il quale promette loro di aiutarli a trovare Jane. Essi commissionano un'arma per aiutarli ad uccidere la Bestia e incontrano l'Orologiaia, una futura Jane Chatwin. Ella dice che la sua per loro e li aiuta a tornare indietro al presente. Quindi ricevano la lettera incantata e la mappa che li condurrà a Penny, Eliot e Margo. Ottengono l'arma commissionata nel passato, il Pugnale del Leone, ma il pagamento dell'arma prevede che il sovrano scelto tra i ragazzi venuti dalla Terra dovrà sposare la figlia del fabbro, come pattuito. Si scopre che l'Alto Re è Eliot, grazie all'uso di un coltello magico in grado di riconoscere il sangue reale. Quentin e Julia sono alla ricerca di Ember, il solo che può fornire loro abbastanza potere per utilizzare il pugnale. Ember sblocca i ricordi di Julia, rivelando che lei e i suoi amici in realtà hanno evocato un dio truffatore chiamato Reynard la Volpe, che ha violentato Julia e ucciso i suoi amici. In seguito, ha chiesto a Marina di cancellarle la memoria e di alterare i ricordi al riguardo. Penny, Alice, Eliot e Margo salvano i prigionieri della Bestia, Victoria e Christopher Plover: essi rivelano che la Bestia è Martin Chatwin. Josh e Victoria lasciano il gruppo per tornare sulla Terra, mentre il resto va alla ricerca della Sorgente magica di Fillory, per sconfiggere la Bestia, ma quest'ultima li supera. Julia prende il pugnale da Alice e lo tiene alla gola della Bestia. Julia fa un patto con la Bestia per uccidere Reynard, e se ne vanno, con Quentin l'unico illeso.